# Новотроицкое (Херсонская область)
Новотро́ицкое (укр. Новотроїцьке) — посёлок (с 16 января 1958 года) в Геническом районе Херсонской области Украины. Центр Новотроицкой поселковой общины.

## История
Первые упоминания о находившемся в этой местности ауле Сарабулат относятся к началу XIX века.
В 1860-е годы на месте аула Сарабулат возникло село Ново-Троицкое, в дальнейшем ставшее центром Ново-Троицкой волости Днепровского уезда Таврической губернии.
По состоянию на 1886 год в селе проживало 1548 человек, насчитывалось 256 дворов, был молитвенный дом, школа, 3 лавки. Ежегодно проводилось 2 ярмарки.
В январе 1918 года в селе была установлена Советская власть.
В 1923 году между Новотроицким и Геническом был подписан договор о дружбе. В 1973 году по случаю 50-летия этого события уроженка Геническа астроном Тамара Смирнова назвала именем посёлка открытый ею астероид — (8445) Новотроицкое.
В январе 1932 года началось издание районной газеты.
В ходе Великой Отечественной войны в 1941 году селение было оккупировано наступавшими немецкими войсками.
В 1958 году Новотроицкое стало посёлком городского типа.
По состоянию на начало 1974 года в Новотроицком действовали птицекомбинат, пищевой комбинат, маслосыродельный завод и комбикормовый завод.
В 1981 году численность населения составляла 11,2 тыс. человек, здесь действовали птицекомбинат, маслосыродельный завод, завод по производству комбикорма и мясокостной муки, пищевкусовая фабрика, управление эксплуатации оросительных систем, райсельхозтехника, райсельхозхимия, межколхозная строительная организация, комбинат бытового обслуживания, три общеобразовательные школы, музыкальная школа, спортивная школа, больница, поликлиника, Дворец культуры, кинотеатр, три библиотеки и краеведческий музей.
В 1989 году численность населения составляла 12 545 человек.
В октябре 1992 года Новотроицкая пищевкусовая фабрика (ранее входившая в производственное объединение «Продтовары») была передана в коммунальную собственность.
В мае 1995 года Кабинет министров Украины утвердил решение о приватизации находившихся в посёлке мясокомбината, комбикормового завода, райсельхозтехники и автотранспортного предприятия.
На 1 января 2013 года численность населения составляла 10 726 человек

## Население

### Языковой состав
Родной язык населения по данным переписи 2001 года:
| Язык       | Численность, чел. | Доля     |
| ---------- | ----------------- | -------- |
| Украинский | 9 786             | 83,62 %  |
| Русский    | 1 322             | 11,30 %  |
| Другие     | 595               | 5,08 %   |
| Итого      | 11 703            | 100,00 % |

## Транспорт
Посёлок находится в 36 км от станции Новоалексеевка на линии Мелитополь — Джанкой. Расположен на автодороге Р-47 (примерно в 137 км к востоку от Херсона).

## Спорт
В 1936 году в посёлке был основан футбольный клуб «Таврия», неоднократно становившийся победителем областных турниров, а в сезоне 1994/95 годов выступавший в третьей лиге чемпионата Украины.